# Kemence (település)
Kemence (szlovákul: Kamenica) község Pest vármegyében, a Szobi járásban.

## Fekvése
Az Ipoly völgyében, a Börzsöny északnyugati lábánál fekszik. Bernecebaráti, Tésa és Perőcsény települések határolják.

### Megközelítése
- Tömegközlekedéssel: A MÁV 70-es számú Budapest–Szob-vasútvonalán Szobig, majd onnan tovább busszal, vagy a MÁV 75-ös számú vonalán Drégelypalánkig, és onnan ugyancsak busszal továbbhaladva.
- Gépkocsival: a 2-es számú főúton Hontig, majd tovább az 1201-es úton  Kemencéig, vagy Szobig a 12-es úton és onnan ugyancsak az 1201-es úton.

## Története
A település első ismert írásos említése 1156-ból való. 1293-ban Cseszneki Miklós, Lőrinc és Szomor osztatlan birtoka volt. Egy 16. század eleji urbárium szerint a faluban 52 jobbágy és 10 zsellér élt. 16. század vége felé elnéptelenedik A 17. század elején visszatérnek lakói, és rohamos fejlődésnek indul a falu. A század közepén több alkalommal is itt tartották Hont vármegye megyegyűlését. Itt került sor a 18. század végének egyik nagy port felkavaró ügyére, az emberevő cigányok perére 1782 júliusában, ami az ún. nyúzóvölgyi vérengzéshez vezetett. Az 1806-ban bekövetkezett tűzvészben megsérült vármegyeháza miatt a megyeszékhelyet áthelyezték. 1945-ig az esztergomi érsek birtokához tartozik.

## Közélete

### Polgármesterei
- 1990–1994: Pongrácz János (független)[5]
- 1994–1998: Pongrácz János (független)[6]
- 1998–2002: Major László (független)[7]
- 2002–2006: Ifj. Pongrácz János (független)[8]
- 2006–2010: Ifj. Pongrácz János (független)[9]
- 2010–2014: Bedros János (Fidesz)[10]
- 2014–2019: Pongrácz János László (független)[11]
- 2019–2024: Pongrácz János (független)[12]
- 2024– : Pongrácz János László (független)[1]

## Népesség
A település népességének változása:
| Lakosok száma | 990  | 963  | 931  | 920  | 870  | 888  | 890  |
|               | 2013 | 2014 | 2018 | 2021 | 2022 | 2023 | 2024 |

A 2011-es népszámlálás során a lakosok 89,5%-a magyarnak, 0,2% németnek, 0,5% románnak mondta magát (10,5% nem nyilatkozott; a kettős identitások miatt a végösszeg nagyobb lehet 100%-nál). A vallási megoszlás a következő volt: római katolikus 68,4%, református 3,9%, evangélikus 0,2%, felekezeten kívüli 7,3% (16,9% nem nyilatkozott).
2022-ben a lakosság 91%-a vallotta magát magyarnak, 0,6% németnek, 0,6% románnak, 0,3% cigánynak, 0,2% görögnek, 0,1% szerbnek, 2% egyéb, nem hazai nemzetiségűnek (8,9% nem nyilatkozott; a kettős identitások miatt a végösszeg nagyobb lehet 100%-nál). Vallásuk szerint 52,6% volt római katolikus, 4,1% református, 0,6% evangélikus, 0,1% izraelita, 3,6% egyéb keresztény, 1% egyéb katolikus, 7,7% felekezeten kívüli (30,2% nem válaszolt).

## Látnivalók
- Volt megyeháza – jelenleg iskola

A falu központjában található. Barokk stílusban épült (1751-ben), de 1856-ban átalakították. Falán Domszky Pálnak, a lengyel–magyar kapcsolatok kutatójának, a helytörténeti múzeum megalapítójának emléktáblája látható, melyet 2002. május 13-án lepleztek le.
- Tájház

Régi használati eszközöket és népi bútorokat tekinthetnek meg az odalátogatók.
- Római katolikus templom – 1769-ben építette a falu.
- Puskás Péter helytörténeti gyűjtemény – a volt vármegyeházában található
- Kisvasúti és erdészeti múzeum, valamint kisvasút
- Itt található a Börzsöny egyetlen 600 mm nyomtávolságú kisvasútja, a Kemencei Erdei Múzeumvasút.

## Neves személyek
- Itt hunyt el 1864-ben Pelikán Ferdinánd római katolikus plébános.
- Itt szolgált Sághy Vendel (1810–1890) római katolikus plébános.

## Képgaléria

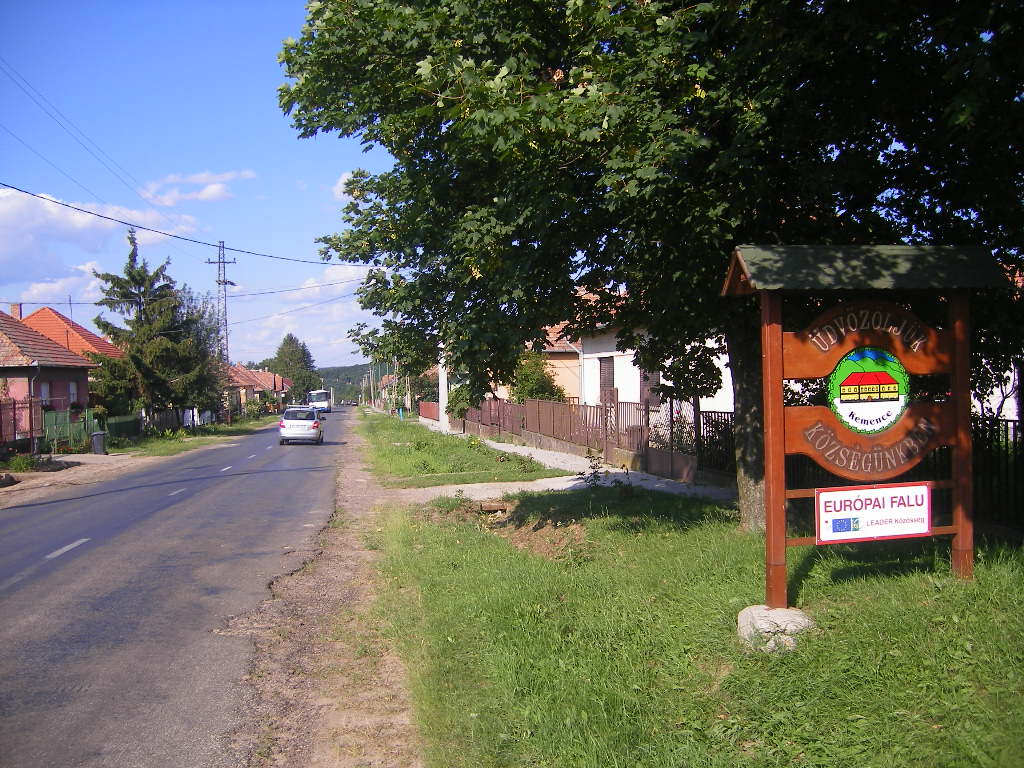
Címeres üdvözlőtábla
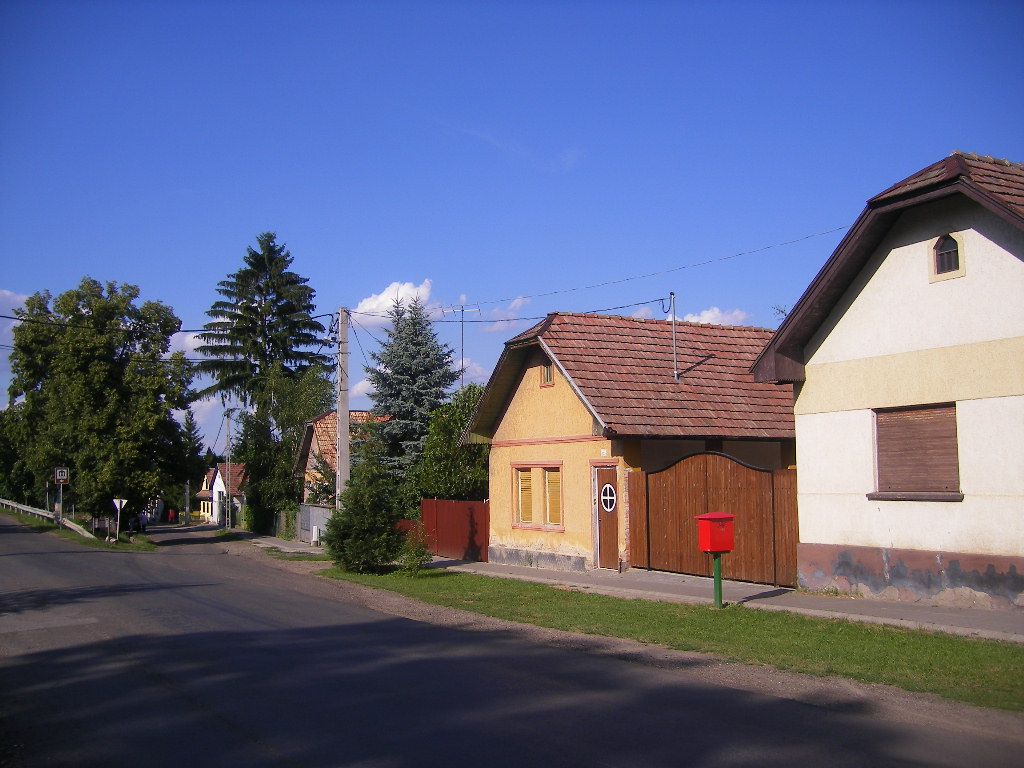
Fő utca
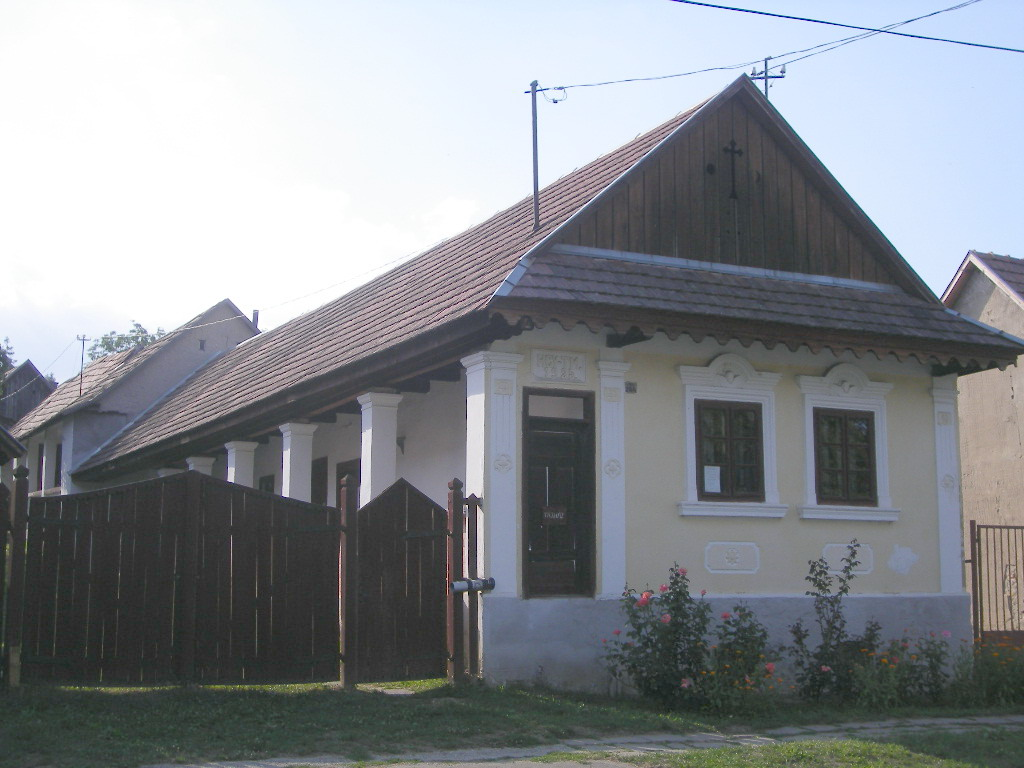
Régi ház a Fő utcában
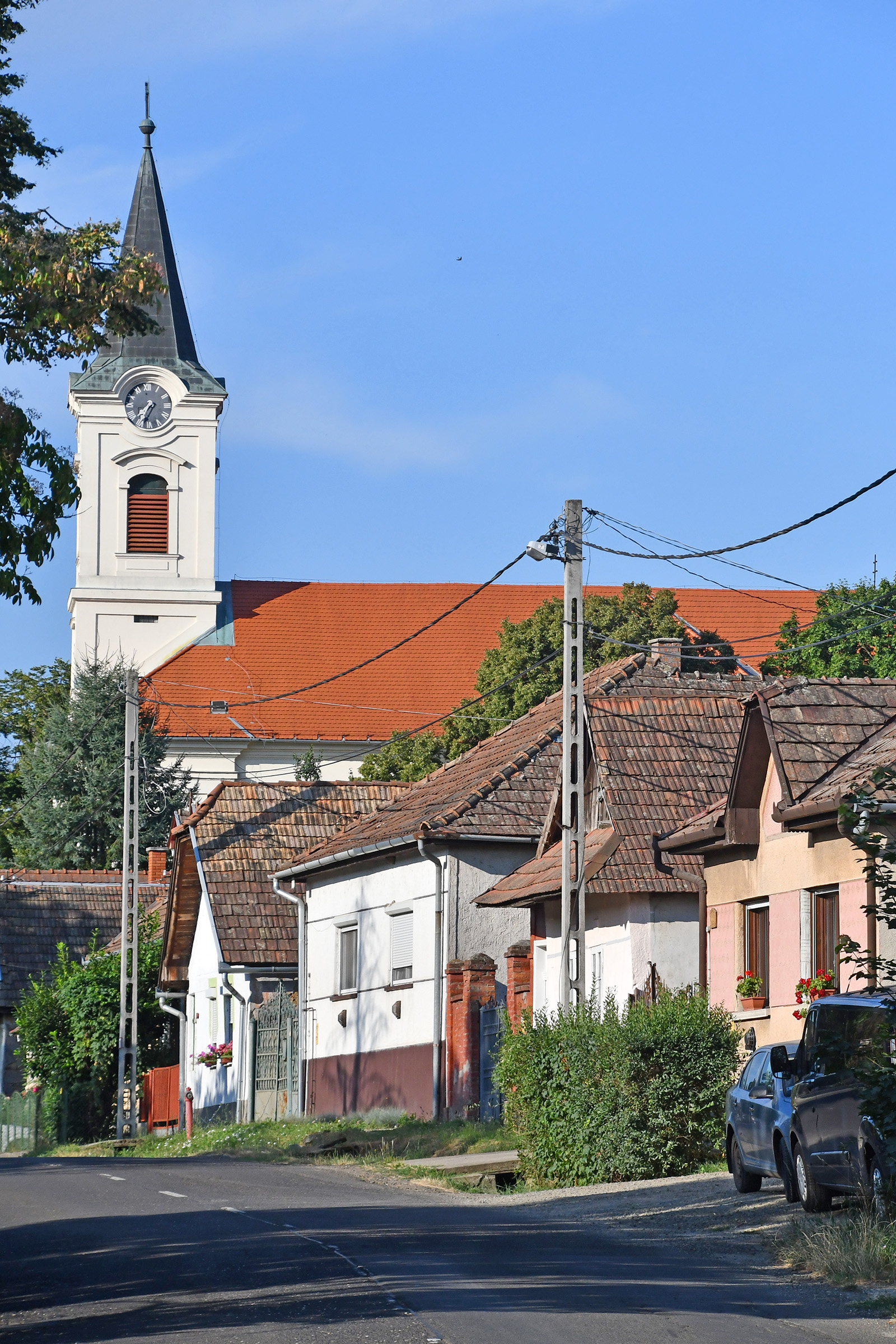
Utcarészlet a katolikus templommal
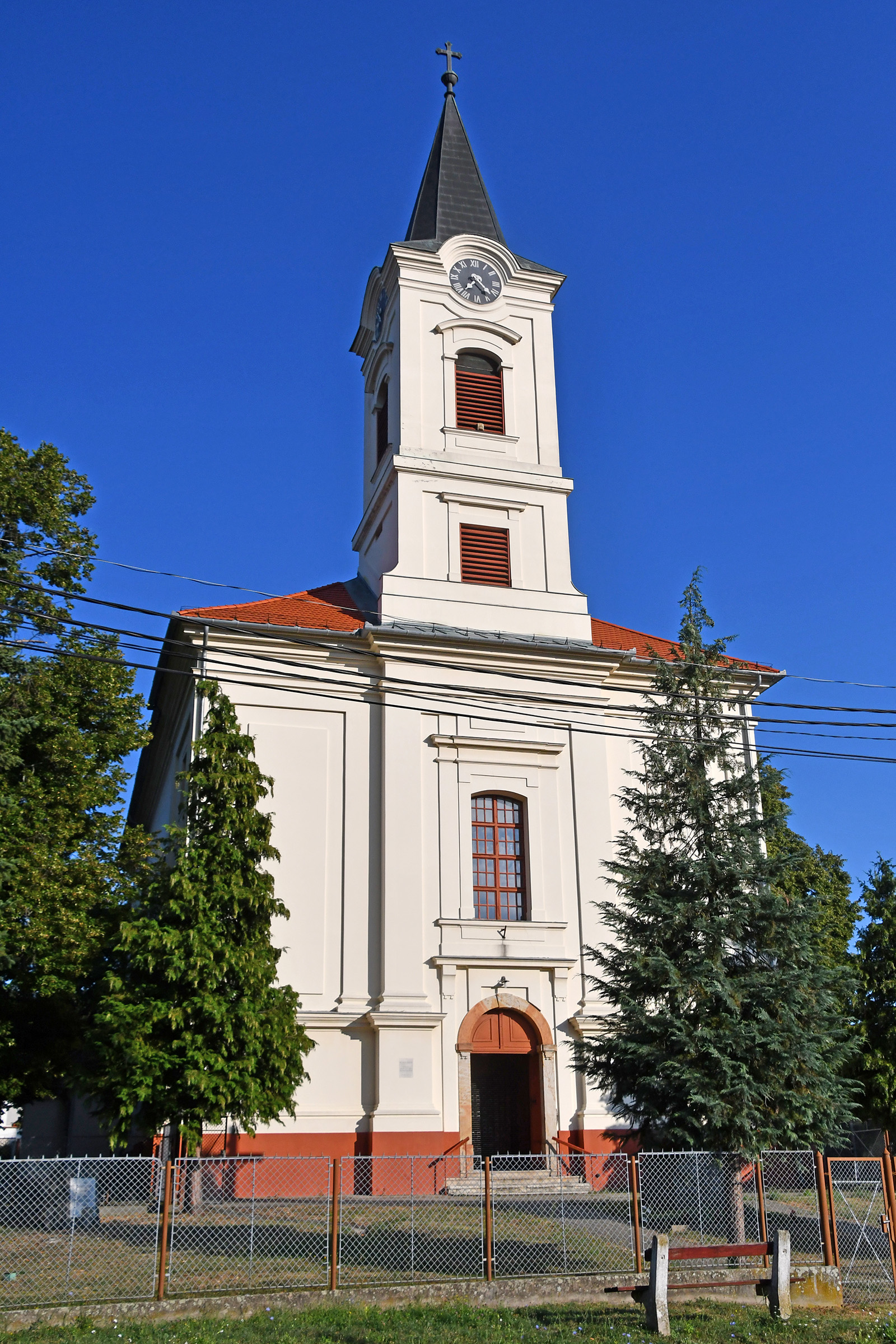
Katolikus templom
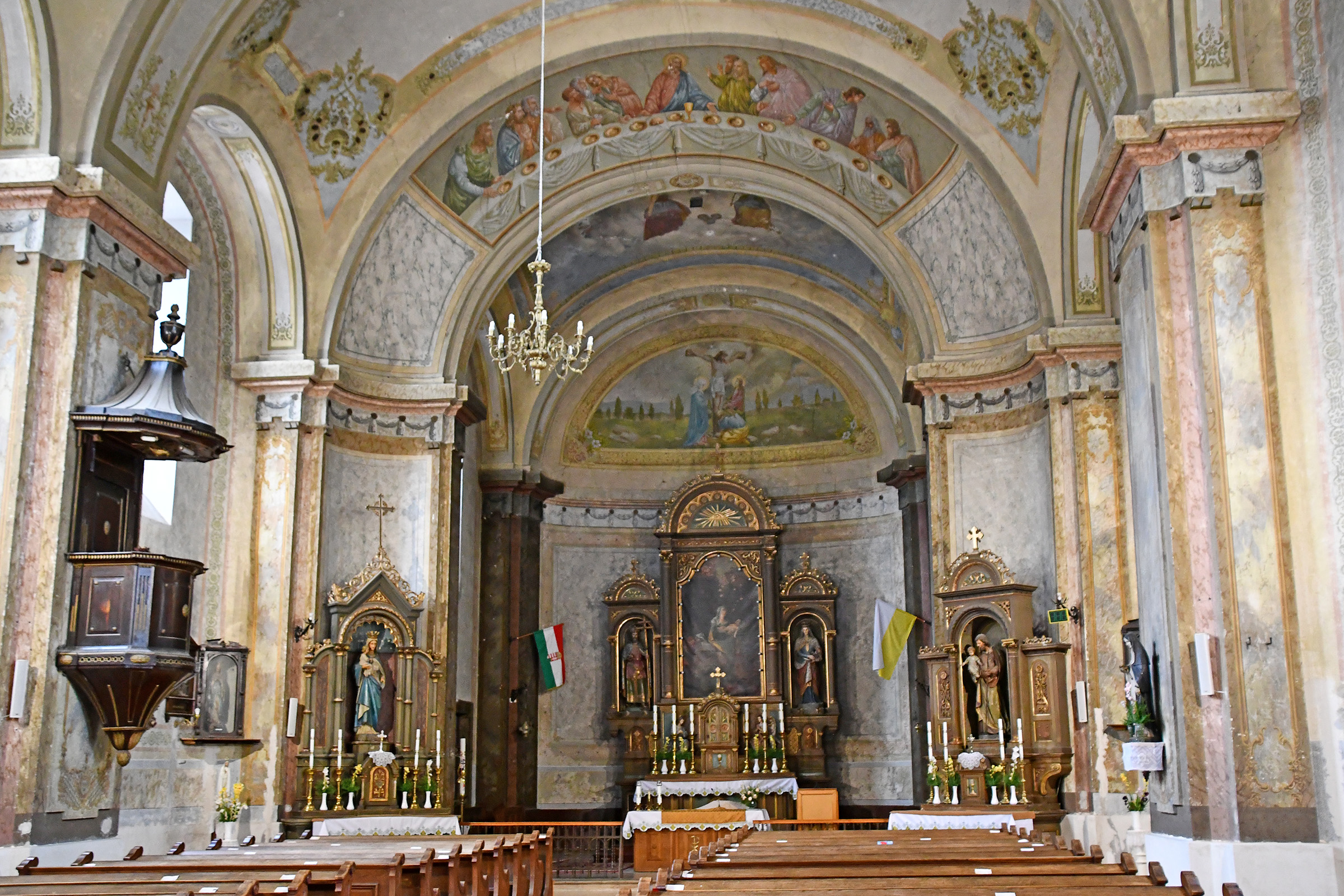
A katolikus templom belső tere
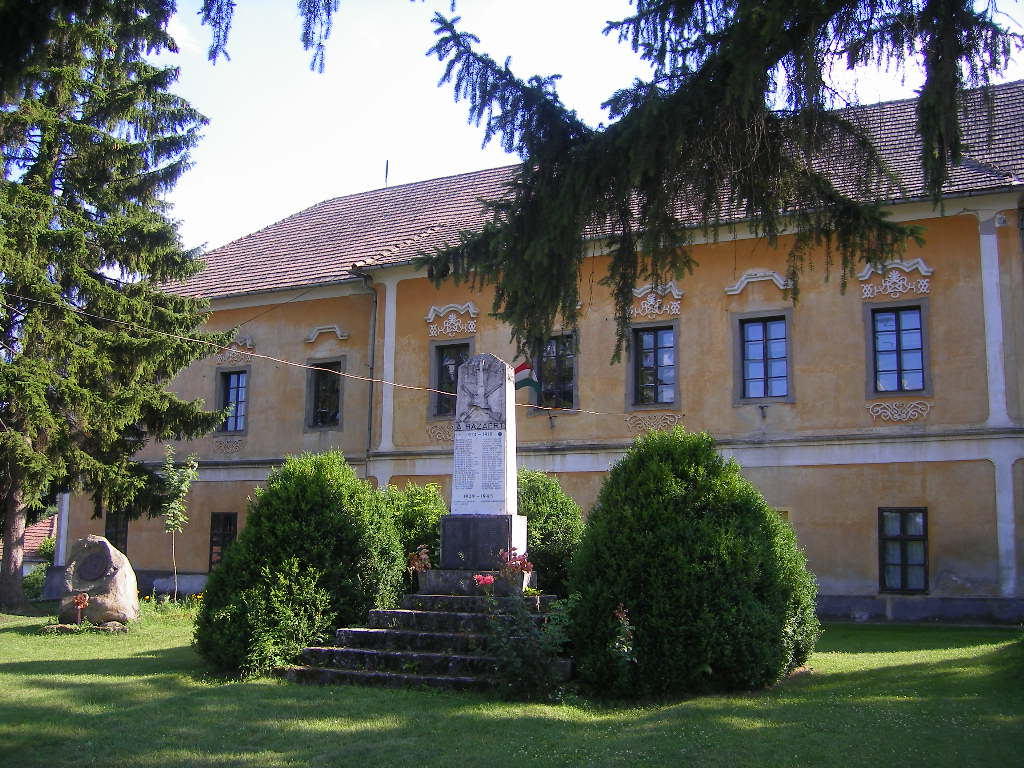
Az egykori vármegyeháza
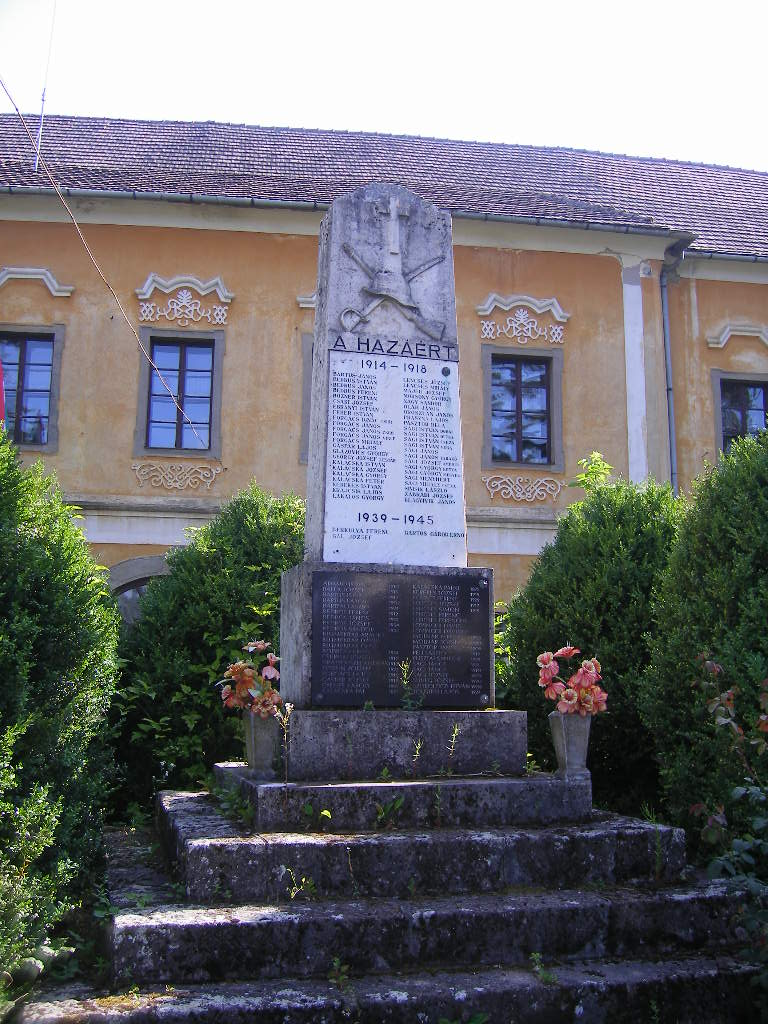
A két világháború áldozatainak emlékműve
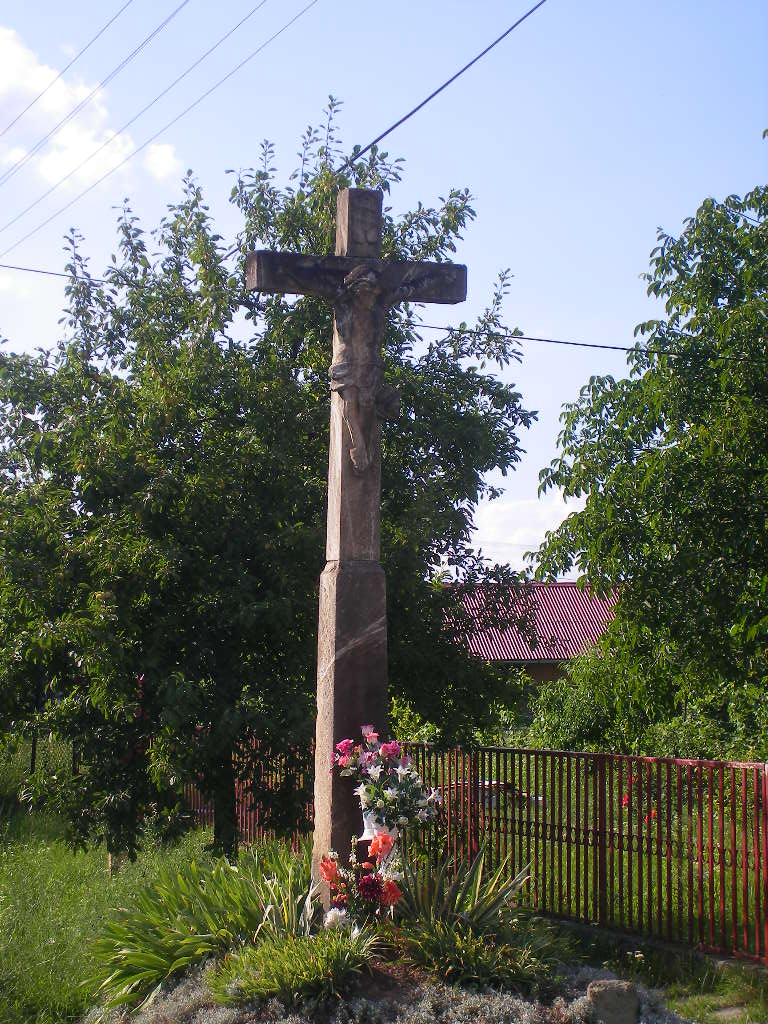
Útmenti feszület
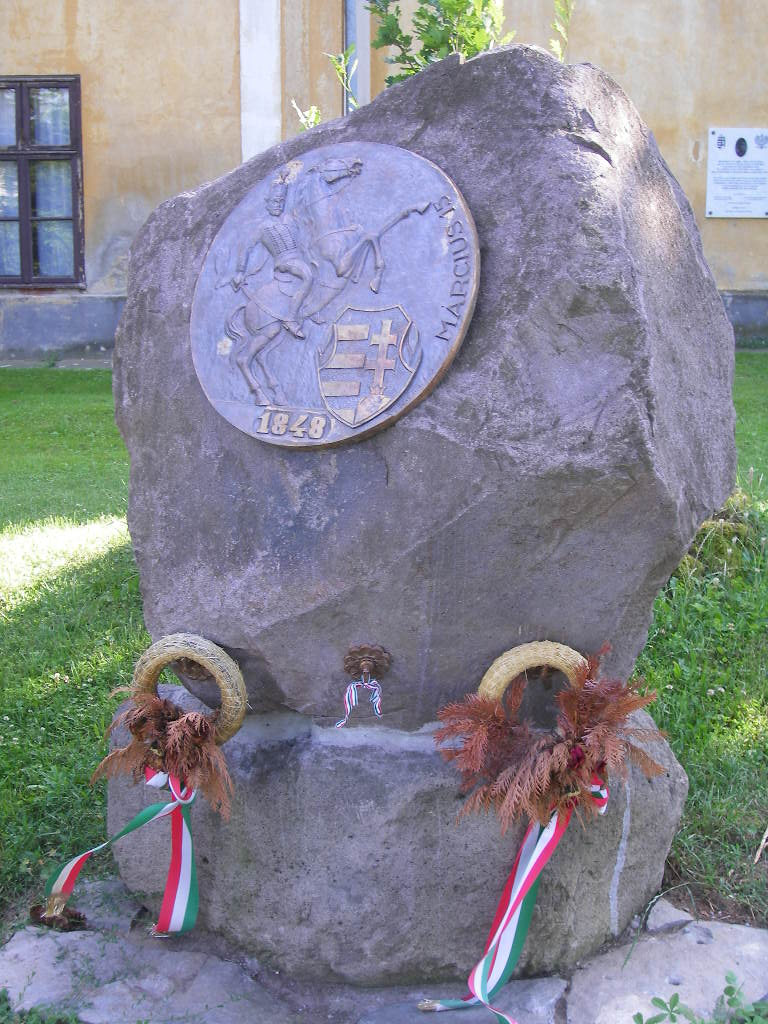
Az 1848–49-es forradalom és szabadságharc emlékműve

## Testvértelepülései
- Farkaslaka, Románia
- Ipolyszalka, Szlovákia